# Katarina Matanović Kulenović
Katarina Matanović-Kulenović (Vuka, 18. ožujka 1913. – Zagreb, 24. travnja 2003.) prva je hrvatska pilotkinja i padobranka. Od 1935. članica je zagrebačkog aero-kluba, a već 1936. dobiva dozvolu športskog pilota. 1938. na letjelištu u Zemunu postaje prva žena u Jugoistočnoj i Istočnoj Europi koja je skočila s padobranom. U sastavu zrakoplovstva NDH bila je od 1943. godine s činom poručnika. Uz prijevoz vojne pošte bila je i osobna pilotkinja tadašnjeg ministra oružanih snaga Ante Vokića.

## Školovanje
Rođena je u slavonskom selu Vuci kraj Osijeka gdje završava osnovnu školu. Otac joj je umro kada je imala 16 godina nakon čega je dobrostojeća obitelj zapala u financijske poteškoće. Katarina se seli u Zagreb kod svoje sestre Paule kako bi uz njenu financijsku pomoć nastavila školovanje. Pohađala je gimnaziju na gornjogradskom Katarinskom trgu. Zimi svakodnevno odlazi na skijanje. Prva dva razreda Katarina je pohađala u Osijeku, a ostale u Zagrebu. Nakon završenih šest razreda gimnazije upisuje tečaj za uredski posao. Posao uredske činovnice uspjela je dobiti u građevinskom poduzeću „Švab”. 

## Pilotska diploma
Prvi susret sa zrakoplovstvom bila je obavijest u Jutarnjem listu 1935. godine o otvaranju pilotske škole na Aerodromu Borongaj. Iako je cijena pilotske škole bila previsoka, Katarina se prijavila u aeroklub, no te godine, radi nedostatka financijskih sredstava, pilotska škola nije proradila. Katarina je na poslu nastavila lobirati u korist Aerokluba te su mnogi partneri, uključujući i samu tvrtku „Švab” postali članovi i podupiratelji aerokluba svojim uplatama. Dana 5. kolovoza 1935. Katarina se prvi puta našla u avionu. S borongajskog aerodroma poletjela je u dvokrilcu s kojim je pilotirao umirovljeni satnik Ivan Mrak  u lipnju 1936. godine. Pred kraj kolovoza Katarina je imala svoj prvi samostalni let, a 10. listopada 1936. pred komisijom i po vrlo lošem vremenu polaže pilotski ispit s odličnim uspjehom i postaje prvi hrvatski ženski pilot. Nakon dobivanja letačke diplome nastavila je s letovima i na drugim avionima aerokluba neumorno skupljajući potrebne nalete za produženje letačke dozvole.
Godinu dana nakon prvog leta Katarina je težila novom izazovu, skoku s padobranom.

## Padobranstvo
Na međunarodnoj zrakoplovnoj izložbi od 28. svibnja do 13. lipnja 1938. godine u Beogradu Katarina prva skače sa 100 metara visokog tornja s unaprijed otvorenim padobranom. Kupola padobrana bila je svezana konopom te se spuštanje uz pomoć elektromotora izvodilo jednoliko. Dana 5. lipnja 1938. uporno nagovara organizatore aeromitinga da joj se dozvoli skok s padobranom iz aviona. Ispočetka su njezini zahtjevi shvaćani neozbiljno, ali joj je na kraju dozvoljeno izvesti svoj prvi skok s 1500 m visine kojime je postala prva hrvatska padobranka. Pri doskoku je iščašila nogu što nije umanjilo njezinu popularnost, a dobila je i tadašnje vojno odlikovanje.

## Ženska sekcija Aerokluba
Ohrabrena svojim uspjesima u aeroklubu osniva žensku sekciju Aerokluba Zagreb i već 29. siječnja 1939. godine organizira veliki ženski aeromiting. Za aeromiting je bila organizirana nagradna igra isključivo za žene, a kao glavna nagrada bio je panoramski let nad Zagrebom. Iako se očekivalo stotinjak odgovora na postavljena pitanja u uredništvo organizatora stiglo ih je 837 od kojih je preko 300 bilo točno. Kako je planirano sto letova, dobitnice su se izabrale izvlačenjem. Uz učenice i studentice na natječaju su sudjelovale i starije dame.
Iz predavanja na ženskom aeromitingu koje je održala:
Kako više nije imala prilike za učestalo letenje kao u pripremi za letačku dozvolu uputila je molbu Komandi zrakoplovstva u Zemunu za letenje u vojnom trenažnom odjeljenju zagrebačkog IV. Korpusa zrakoplovnog puka. U međuvremenu se zaposlila u Poduzeću za zračni saobraćaj Aeroput kao činovnica.
Redovito je sudjelovala na aeromitinzima privlačeći pozornost i gledatelja i novinara, leteći na svim natjecanjima preleta i kružnim letovima. Zagrebački aeroklub je 1934. i 1940. godine od ranog proljeća reklamirao zrakoplovstvo organizirajući aeromitinge po cijeloj Hrvatskoj

## Ratni pilot
Početkom Drugoga svjetskog rata, mnogi su zrakoplovci vježbali letenje na tada novim dvomotornim engleskim bombarderima Bristol Blenheim. Na Borongaj su često dolazili europski avioni s letačkom posadom tvrtke radi pokaznih letova. Mnogi hrvatski zrakoplovci slani su u to vrijeme sa starim dvokrilcima u borbene misije. Kada je rat zahvatio i Hrvatsku raspao se Aeroput. Katarina se zaposlila u uredništvu zrakoplovnog časopisa Hrvatska krila, a 15. studenoga 1941. primljena je kao vojni pilot u službu Prve zrakoplovne luke u Zagrebu s činom poručnika. Letjela je lakim dvosjednim avionom, talijanskim FL-3 na zadatcima prijevoza dokumenata, lijekova, vojnih zapovjednika i ranjenika. Često je prevozila i tadašnjeg zapovjednika oružanih snaga Ante Vokića koji je jedino u nju imao povjerenja.
Katarina se 1. svibnja 1942. godine udaje za novinara dnevnika Novosti Namika Kulenovića. Namik nije volio letenje. Paradoksalno, 22. svibnja 1944. službeno je morao odletjeti u Bihać, a avion Puss-Moth kojim je pilotirao pilot Bartol Mihaljević oborio je engleski Spitfire.
Katarina se već 30. svibnja 1944. javlja na dužnost. Tog dana bombardiran je Borongaj. Jedna bomba je pala blizu zaštitnog rova u kojem se sklonila s nekolicinom pilota. Pri urušavanju rova dvije krhotine pogađaju je u čelo. Rane nisu bile teže te je već isti dan otpuštena na kućnu njegu, no pri preventivnom pregledu unutarnjih organa liječnici su joj otkrili da je trudna.
Do kraja rata bila je na bolovanju. Nakon toga dana više nije letjela.

## Poslijeratno razdoblje
Odmah nakon rata, 29. siječnja 1945. godine Katarina je s malim sinom izbačena iz stana, a u zatvoru je provela 42 dana bez ikakvih optužbi. Nakon zatvora zapošljava se u General-turistu u Zagrebu. Sin joj od ranih dana pokazuje sklonost za slikarstvo te odlazi u Köln na studij gdje završava slikarsku akademiju. Često posjećujući sina, Katarina u Kölnu nalazi namještenje kao domaćica kod starijeg profesora gdje provodi 10 godina. 
Dana 26. svibnja 1998. godine odlikovana je s Redom Danice hrvatske s likom Franje Bučara, a nakon 56 godina, 26. studenog 2001. godine ponovno je primljena u Aeroklub Zagreb.

## Vanjske poveznice
- Katarina Matanović Kulenović Hrvatska tehnička enciklopedija, portal hrvatske tehničke baštine. LZMK